# Ankylose (tandheelkunde)
Men spreekt in de tandheelkunde van ankylose of van een ankylotisch element, een tand of kies, als deze een directe verbinding heeft met het kaakbeen. Er is dan geen parodontaal ligament tussen het element en het kaakbeen, zoals dit er in de gezonde situatie wel behoort te zijn.
Deze tand of kies heeft dan ook niet de fysiologische mobiliteit oftewel speling van een gezonde tand of kies.
Deze vorm van ankolyse is nauw verwant met het algemene begrip ankylose. Ankylose van een tand komt meestal voor na een verwonding of de transplantatie of replantatie van een element.